# Jacques Esclassan
Jacques Esclassan (Castres, 3 september 1948) is een voormalig Frans wielrenner.

## Biografie
Hij was beroepswielrenner van 1972 tot 1979. Zijn specialiteit was de sprint in vlakke etappes en ietwat geaccidenteerd terrein. De meest in het oog springende prestatie is de overwinning in het puntenklassement in de Ronde van Frankrijk in 1977 en de daaraan verbonden Groene trui. Een jaar eerder was hij al eens derde geworden in dit klassement en in 1978 herhaalde hij deze prestatie bijna, maar werd hij afgetroefd door de Belg Freddy Maertens.
Esclassan won tevens 5 etappes in de Ronde van Frankrijk.
In totaal heeft hij 57 overwinningen als professional geboekt.

## Palmares
1972
Parijs-Troyes
1973
2e etappe (deel A) Parijs-Nice
9e etappe (deel B) Ronde van Spanje
1e etappe Ronde van de Oise
Puntenklassement Ronde van de Aude
1974
1e etappe Ronde van Indre en Loire
4e etappe Ster van Bessèges
Eindklassement Ster van Bessèges
1975
4e etappe Parijs-Nice
4e etappe Ronde van Frankrijk
Critérium International
2e etappe Ronde van de Limousin
1976
1e etappe Parijs-Nice
1e en 2e (deel A) etappe Ronde van Indre en Loire
1e etappe Ronde van Corsica
3e en 4e (deel A) etappe Midi Libre
Puntenklassement Midi Libre
8e etappe Ronde van Frankrijk
1977
5e etappe (deel A) Ronde van Frankrijk
Puntenklassement Ronde van Frankrijk
1e etappe Ronde van Tarn
Eindklassement Ronde van Tarn
1978
3e en 7e etappe Parijs-Nice
2e etappe Midi Libre
2e en 3e etappe Ronde van Tarn
Puntenklassement Vierdaagse van Duinkerke
2e etappe (deel B) Dauphiné Libéré
2e en 12e etappe Ronde van Frankrijk
1979
GP Monaco
GP van Antibes
1e etappe Critérium International
1e etappe Ronde van de Oise
2e etappe (deel A) Ronde van Corsica

## Resultaten in voornaamste wedstrijden
| Jaar | Ronde van Italië | Ronde van Frankrijk | Ronde van Spanje |
| ---- | ---------------- | ------------------- | ---------------- |
| 1973 |                  | 68e                 | 28e (1)          |
| 1974 |                  | 75e                 |                  |
| 1975 |                  | opgave (1)          |                  |
| 1976 |                  | 80e (1)             |                  |
| 1977 |                  | 28e (1)             |                  |
| 1978 |                  | 61e (2)             |                  |
| 1979 |                  | opgave              |                  |

| Jaar | Milaan-San Remo | Gent-Wevelgem | Ronde van Vlaanderen | Waalse Pijl |  | WK op de weg |
| ---- | --------------- | ------------- | -------------------- | ----------- |  | ------------ |
| 1973 | 26e             |               |                      |             |  |              |
| 1974 |                 | 12e           |                      |             |  |              |
| 1975 | 15e             |               |                      |             |  |              |
| 1976 | 16e             |               |                      | 31e         |  |              |
| 1977 |                 |               |                      |             |  | 7e           |
| 1978 | 8e              |               | 27e                  | 18e         |  |              |
| 1979 |                 | 74e           |                      |             |  |              |

Wielerploegen van Jacques Esclassan
Aigueparses ·
Besnard ·
Bilsland ·
Bouloux ·
Bracke ·
Danguillaume ·
David ·
De Witte ·
Delisle ·
Dumont ·
Esclassan ·
Godefroot ·
Janbroers ·
Jourden ·
Julien ·
Maingon ·
Martelozzo ·
Mattioda ·
Mollet ·
Ovion ·
Parenteau ·
Pingeon ·
Raymond ·
Rouxel ·
Sibille · 
Thévenet ·
Tschan
Aigueparses ·
Béon ·
Bouloux ·
Bourreau ·
Bracke ·
Danguillaume ·
De Boever ·
Delisle ·
Esclassan ·
Guitard ·
Leman ·
Maingon ·
Martelozzo ·
Meunier ·
Mollet ·
Ovion ·
Parenteau ·
Raymond ·
Rouxel ·
Sibille · 
Thévenet ·
Tschan
Aigueparses ·
Béon ·
Bouloux ·
Bourreau ·
J-L. Danguillaume ·
J-P. Danguillaume ·
Delisle ·
Dolhats ·
Esclassan ·
Guitard ·
Maingon ·
Meunier ·
Ovion ·
Parenteau ·
Riotte ·
Rouxel ·
Sibille · 
Thévenet ·
Tschan
Aigueparses ·
Béon ·
Bourreau ·
Catieau ·
J-L. Danguillaume ·
J-P. Danguillaume ·
Dard ·
Delisle ·
Dolhats ·
Esclassan ·
Guitard ·
Le Denmat ·
A. Meunier ·
J-C. Meunier ·
Molinéris ·
Ovion ·
Parenteau ·
Rouxel ·
Sibille · 
Thévenet ·
Tschan ·
Vandenbroucke
Béon ·
Bourreau ·
Campaner ·
Catieau ·
Croyet ·
J-L. Danguillaume ·
J-P. Danguillaume ·
Dard ·
Delisle ·
Esclassan ·
Guitard ·
A. Meunier ·
J-C. Meunier ·
Molinéris ·
Ovion ·
Parenteau ·
Rouxel ·
Sibille · 
Thévenet ·
Tschan ·
Vandenbroucke
Béon ·
Bourreau ·
Braun ·
Campaner ·
J-L. Danguillaume ·
J-P. Danguillaume ·
Dard ·
Delépine ·
Duclos-Lassalle ·
Esclassan ·
Groen ·
Hézard ·
Küster ·
Laurent ·
Linard ·
Ovion ·
Sibille · 
Simonnot ·
Talbourdet ·
Thévenet ·
Toso ·
Tschan ·
Vandenbroucke
Béon ·
Bourreau ·
Braun ·
Campaner ·
J-L. Danguillaume ·
J-P. Danguillaume ·
Delépine ·
Duclos-Lassalle ·
Esclassan ·
Hézard ·
Laurent ·
Linard ·
Ovion ·
Rosiers ·
Sibille · 
Thévenet ·
Vandenbroucke
Bossis ·
Bourreau ·
Braun ·
Brun ·
De Cauwer ·
Delépine ·
Duclos-Lassalle ·
Esclassan ·
Hézard ·
Jones ·
Kuiper ·
Laurent ·
Legeay ·
Linard ·
Ovion ·
Perret · 
Sibille ·
Simon · 
Thévenet ·
Tinazzi ·
Van Heerden · 
Vandenbroucke